# 弗雷德里克堡戰役
弗雷德里克堡之役為美國南北戰爭中期（1862年末）的一場重要戰役，場面浩大，參與將士達十八萬人，為期5日（12月11日至12月15日）。此戰役中，聯邦的波多馬克軍團承受了慘重的傷亡，而邦聯的北維吉尼亞軍團則以打敗敵軍換取聖誕節的平安。

## 戰前
喬治·麥克萊倫早前曾在多次會戰（如河谷會戰和半島會戰）中率領北軍大舉入侵維吉尼亞州，希望能直搗邦聯之心臟李奇蒙。但李將軍及其手下多次以出眾的戰術退卻其入侵行動，特別是在馬納沙斯的兩場戰役中，石牆傑克森以寡擊眾，取得決定性勝利，震懾北方政府；及後，南軍採取主動權，渡過波多馬克河，展開馬里蘭會戰，為首次北侵，卻於安蒂特姆戰役中遭北軍阻擋，只得撤退。來到藍嶺東部時，北軍截擊南軍之側翼或趕在前頭的企圖，因為速度不及南軍而告吹。南軍成功溜走；北軍沒法進一步打擊他們，但至少奪回主動權，可以隨時再度出擊。不過，林肯為麥克萊倫久久未能取得一場決定性的勝仗而感到失望，更因此失去耐性，遂指派伯恩賽德代為統領北軍。針對此事件，邦聯軍的總司令李將軍稱感到可惜，因為他本人「十分了解麥克萊倫」、又擔心「林肯以後會一次次的撤換司令直至換了一個自己不熟悉的人」。
至於雄心萬丈的伯恩賽德則決定發動一場新的攻勢，以平定南方的叛亂，他選擇首先攻擊波多馬克河附近的弗雷德里克堡，再長驅直入李奇蒙；並開始組織一支大軍團，由4個巨型師（Grand Division；每個巨型師包含兩個軍（Corps）及其他支援部隊）約120,000人組成，其中114,000人參與了弗雷德里克堡之役。

### 巨型師的組織
- 右巨型師（Right Grand Division）：由艾德温·薩姆納（Edwin V. Sumner）率領，其中包括第二军、第九军和一個騎兵師（cavalry division）。
- 中央巨型師（Center Grand Division）由約瑟夫·胡克（Joseph Hooker）少將率領，其中包括第三军、第五军和一個騎兵旅（cavalry brigade）。
- 左巨型師（Left Grand Division）由威廉·富兰克林（William B. Franklin）率領，其中包括第一军、第六军和一個騎兵旅（cavalry brigade）。
- 預備巨型師（Reserve Grand Division）：而第十一军和第十二军則分別部署在費爾費克斯首府（Fairfax Court House）和哈伯斯渡口（英语：Harpers Ferry）。

### 北維吉尼亞軍團之組織
李將軍在這戰爭中再次擔任總司令，士兵總數達72,500人。
- 第一軍：由隆史崔特率領。
- 第二軍：由石牆傑克森率領。
- 其他：大砲和騎兵

## 戰前部署

### 北軍
重奪主動權的北軍因為指揮官撤換一事而空閒起來，駐守於波多馬克河以北，與南軍隔岸對峙。兩軍僅相距不多於三十哩。此狀態自秋天起一直持續至11月5日，伯恩賽德上任，命令十餘萬大軍開始渡河南侵，駐於瓦林頓（Warrenton），然後很快地分成3個巨型師。

### 南軍
由於尚未清楚北軍的進攻路線，南軍的兩個軍分別駐守於拉帕漢諾克河以南的廣泛地區，從隆史崔特麾下之第一軍駐守的卡爾佩珀郡府（Culpepper Court House）右側跨越藍色山嶺及維吉尼亞州的山谷，延伸至石牆傑克森麾下之第二軍駐守的溫徹斯特。

## 行軍
11月17日，北軍波多馬克軍團的薩姆納率領其右巨型師（The Right Grand Division）首先到達拉帕漢諾克河河畔，士兵數量超過30,000人；此時李將軍、隆史崔特和石牆傑克森的部隊都尚未抵達，使整個弗雷德里克堡的守軍只有約500人，薩姆納請示是否先攻佔弗雷德里克堡，但伯恩賽德在傳媒的壓力下變得猶疑和過度慎重，他擔心李將軍的大軍一旦比波多馬克軍團的另兩個巨型師先抵達，薩姆納的巨型師可能會遭徹底打敗，只有放棄機會，下令薩姆納待在河畔等待；於是，薩姆納的30,000多人便駐守在史丹佛高地（Stafford Heights）之上。4日後，南軍的隆史崔特率麾下之第一軍到達弗雷德里克堡，很快就收到薩姆納的招降書，隆史崔特拒絕了。李將軍起初希望可以先發制人，在北安娜與敵交鋒，但見伯恩賽德行軍如此緩慢，只好耐心守候於弗雷德里克堡和背後的荒地。
11月25日，北軍的浮橋已經到達拉帕漢諾克河一帶，但又一次基於某原因，伯恩賽德遲遲不肯派軍渡河攻擊孤守弗雷德里克堡的第一軍，因而使數日後石牆傑克森可以安然進城，加強了弗雷德里克堡的防衛。不過，南軍的陣容並非主要集中於城內，而是在城的周圍：其左翼駐於河邊，右翼則登上Prospect Hill。南軍的部署使伯恩賽德之後的行動更受限制、選擇更少，但最令伯恩賽德擔心的是林肯的催促，如果他繼續拖延下去，恐怕會面對麥克萊倫當初的命運，所以伯恩賽德最後決定正面進攻弗雷德里克堡。
在等待期間，有些北軍將領十分焦慮，因為有石牆傑克森在此，正面攻擊弗雷德里克堡將會十分困難，就計劃到河的另一邊欲渡河到弗雷德里克堡東面16公里，但被Early及其騎兵阻止，只得返回原地。

## 戰事前夕

### 軍隊
伯恩賽德想過如果己方進攻失敗，李將軍將會渡河反攻，再次揮軍侵入北方，遂先在河邊部署大砲220門，同時亦可以砲轟弗雷德里克堡。另一方面，李將軍擔心會在戰場上失利，也開始在城後的荒地部署主力大軍：隆史崔特及其20,000人為左翼，與密集的砲兵陣駐守瑪莉高地（Marye's Heights）的山頂和一堵石牆後，其砲兵指揮官亞歷山大就曾向隆史崔特說：“等我们开火后，那片荒地上连隻鸡也活不了。（A chicken could not live on that field when we open on it.）”而石牆傑克森之第二軍則守候在瑪莉高地以南的群山之上，作為南軍的右翼。

### 平民
雖然北軍早於11月就集中在河的對岸，但一直至現在，仍然有不少弗雷德里克堡的人民不願意離開家園，因為已經猜到戰火會摧毀家園，而且北軍可能會搶劫城鎮。他們在南軍分批抵達前後不斷要求投降，但遭拒絕。其間史丹佛高地上的北軍開火攻擊南軍鐵路與火車，造成弗雷德里克堡內極大的恐慌。部分居民遲至26及27日北軍轟城始離開。
有居民知道北軍一定不敢打擾已獲自由的黑人及其家庭，就派家中黑奴扮作大宅的主人以保護家園，不過由於得到主人公平善待的黑奴不多，因此只有很少居民用這方法。
而願意離開家園的，都穿過城後的大荒地，來到南軍的陣營後暫住，他們多是女子和小孩等不能作戰的居民。部分男子則守候在城中，為巷戰作最後準備。

## 戰役

### 戰役之始

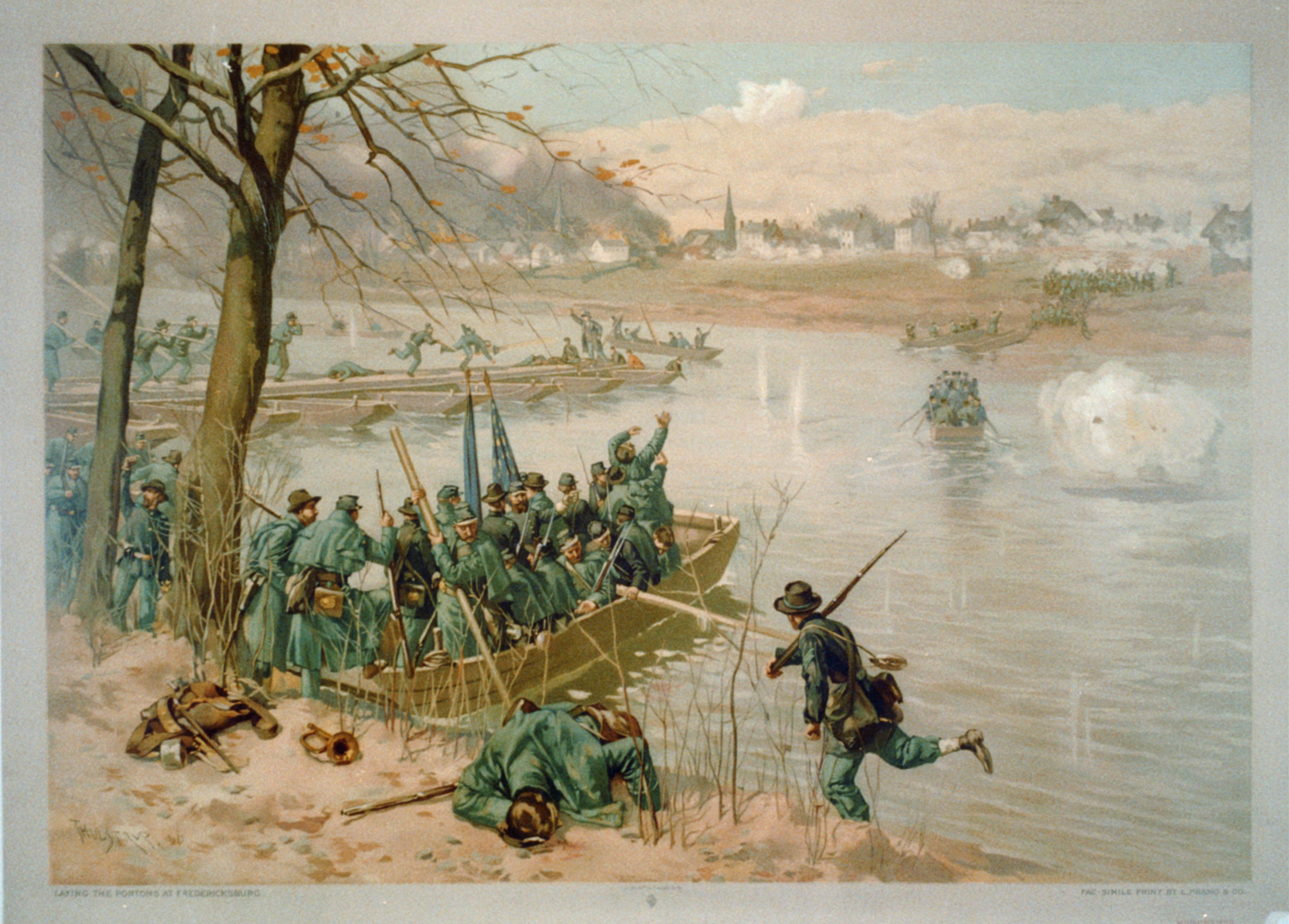
登陸弗雷德里克堡

12月10日晚上，伯恩賽德發出簡單的命令，要求大軍須於次日全面登陸：威廉·富蘭克林的左巨型師渡河至弗雷德里克堡之南面；薩姆納的右巨型師渡河直取弗雷德里克堡；約瑟夫·胡克的中央巨型師將兵分兩路，分別支援左、右巨型師的行動。然而，伯恩賽德沒有指示部隊接下來應如何行動。
至12月11日，於150門大砲的掩護下，共60,000名聯邦將士已集結於拉帕漢諾克河畔準備渡河登陸，其餘的北軍則駐於不遠處。一大清早，兩支步兵團的工兵團（Engineer regiment）開始在河邊搭設浮橋，隸屬紐約州第50步兵團的工兵團負責右翼浮橋；左翼的浮橋則由隸屬紐約州第15步兵團的工兵團負責。
儘管對岸的南軍只有密西西比州第18步兵團的兩個連，第15步兵團的工兵團仍受挫而未能架好浮橋，於是北軍以砲火驅趕南軍，此工兵團於9時30分完成工作。不過，第50步兵團的工兵團亦久久未能完工，因為對岸的南軍密西西比第18步兵團之狙擊手大都部署在城外，密集的齊射一次又一次擊退工兵團。雖然北軍密西根州第7步兵團及麻薩諸塞州第19志願步兵團（the Seventh Michigan and Nineteenth Massachusetts Volunteers）上前掩護，仍無濟於事。至下午一時，北軍憤然拉來一百多門火砲轟擊弗雷德里克堡及南軍陣地，兩小時內發射了超過5,000枚砲彈，弗雷德里克堡四處起火，周圍遍佈礫石，只是密西西比第18步兵團仍原地死守。北軍最後只得派出4個步兵團冒險划船渡河。密西根州第7步兵團及紐約州第89步兵團自願當先鋒，麻薩諸塞州第19及第20步兵團隨後支援，成功登陸後強攻敵軍據點，數分鐘內俘獲31人，擊潰了河邊的守軍。

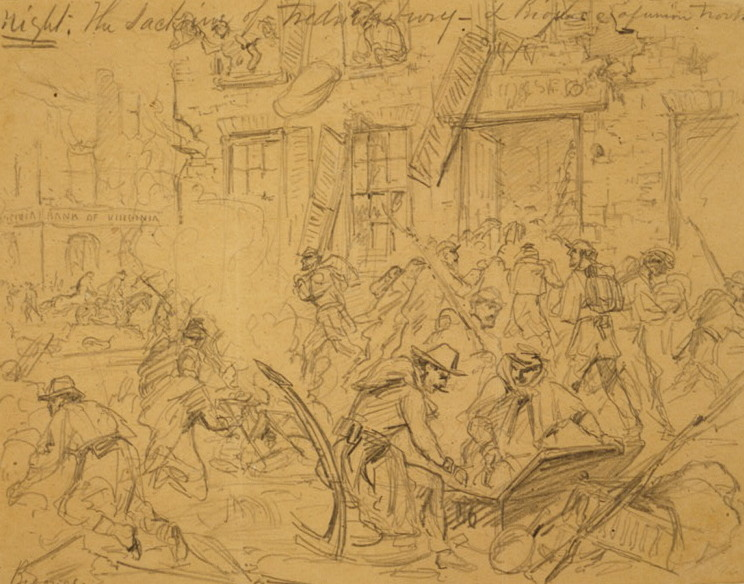
北軍入城

南北雙方在城裡打了一場罕見的巷戰：南軍邊打邊退，逐條街道地向後撤；北方雖然飽受四面八方的攻擊，但仍然以眾多的人數節節推進，甚至一遇到有南軍在內頑抗的建築物便用火砲加以摧毀；此時，隆史崔特見北軍已經花了一整天強攻弗雷德里克堡，判斷北軍已無法於該日繼續進攻荒地後的南軍陣地，遂指示密西西比第18步兵團於下午4時30分完全撤出。
戰役後於城內駐紮的北軍無法無天，洗劫了弗雷德里克堡，而伯恩賽德基於一些原因而只派一個師渡河入城，其餘的部隊打算留待次日再渡河。北軍洗劫弗雷德里克堡之舉激怒了南軍，但李將軍知道不可因此而輕易採取報復行動，於是選擇按兵不動，但調動數個師加強右翼的防衛。

### 風景山上

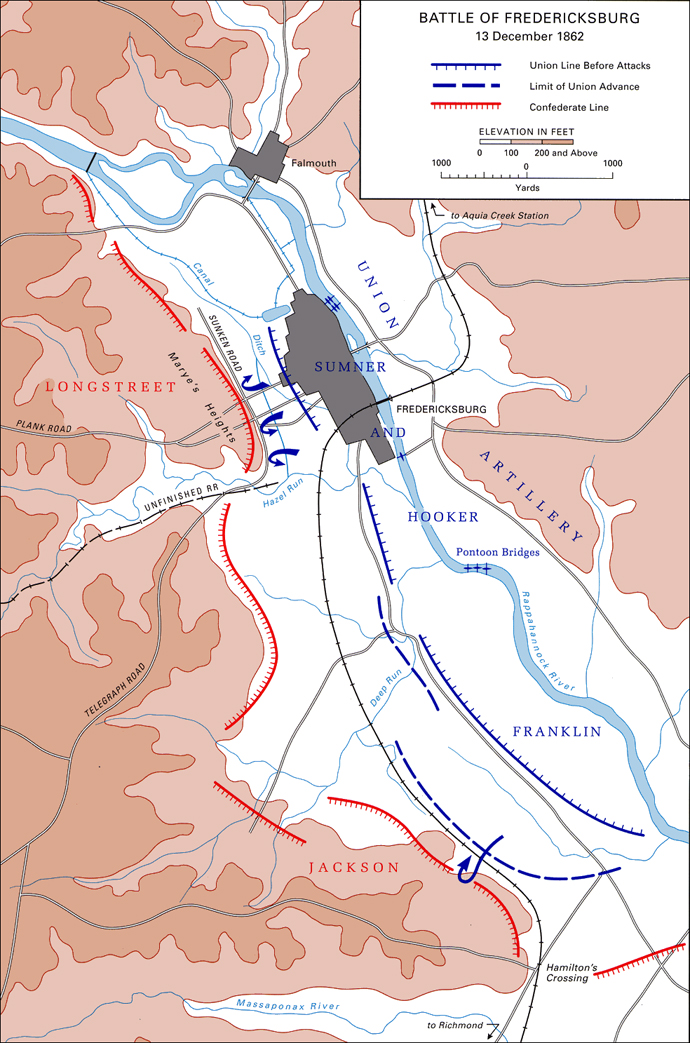
兩軍對峙

伯恩賽德計劃集中兵力先擊破石牆傑克森於風景山上的防線，再包圍隆史崔特的軍，12月13日上午八時半，當左巨型師的指揮官威廉·富蘭克林察覺到石牆傑克森的防線有一處缺口，就率先發動攻擊，主力為喬治·米德的師，轄有3,800至4,500名賓夕法利亞士兵，John Gibbon的師則受命支援米德的攻擊，亞比拿·達波岱的師負責掩護米德的左翼。米德曾要求更多部隊參與該次攻擊，但不受接納。
其實南軍的防線隱藏在樹後，北軍不但看不見南軍，自己的行蹤反而一目了然。採取直線進攻的北軍起初沒有受到任何阻礙，直至中途，其左翼與後方遭南軍約翰·佩勒姆（John Pelham）麾下的維吉尼亞州騎馬砲兵（Virginia Horse Artillery）砲擊，推進受阻；李將軍見此狀不禁稱讚道:“見到一個如此年輕的人有著這樣的勇氣真是光榮。”（It is glorious to see such courage in one so young.）
北軍並沒有退卻，而是留在空地上直至騎馬砲兵的彈藥耗盡，才繼續推進至南軍防線500碼內。傑克森這時下令隱藏在樹後的火砲開火射擊。北軍砲兵反擊，其中一顆砲彈擊中南軍的彈藥馬車（ammunition wagon），成功打開南軍防線的一道缺口。米德把握機會率其麾下的賓夕法利亞部隊裝上刺刀一擁而上，穿過缺口，與安布罗斯·鲍威尔·希尔麾下Maxcy Gregg之南卡羅來納旅遭遇。當時的濃霧令Gregg無法判斷來者是友是敵，而猶疑是否採取防衛行動，直到他遭一顆子彈擊中。兩軍交鋒，米德大勝，佔據高地，俘獲南軍約200名；其餘的南軍四散。但北軍開始失去了己方砲兵的支援，而石牆傑克森又派出南軍Early和Taliaferro的兩個師堵塞缺口，北軍遂後繼無力；南軍轉守為攻，把米德所率北軍一步步由高地逼回河邊，所幸得到Sickles和Birney的支援，北軍才擋住了南軍強烈的反攻。之後風景山上便未再爆發戰鬥。

### 荒地上

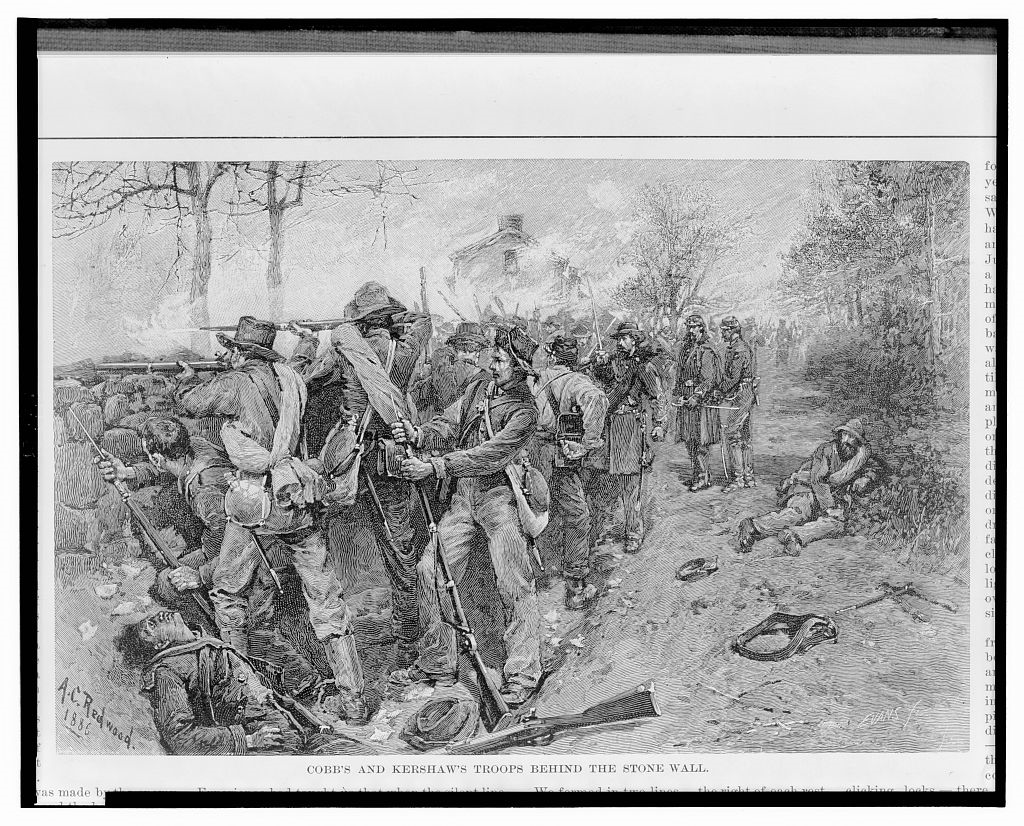
南軍的科布旅固守破裂的Telegraph Road

北軍於風景山上失利，令伯恩賽德無法按照原訂計畫孤立瑪莉高地上的南軍，但他最後還是決定向瑪莉高地發動一連串的進攻。伯恩賽德和其他將領都料到此進攻會使北軍蒙受重大的損失，因為瑪莉高地與弗雷德里克堡相隔一大片荒地，北軍一踏出弗雷德里克堡就會遭南軍砲火從四方攻擊。然而，不只是因為南軍的主力都部署在此處，而且相較於弗雷德里克堡周圍其它山地，瑪莉高地地勢較為低平，所以北軍只有向瑪莉高地發動總攻擊。

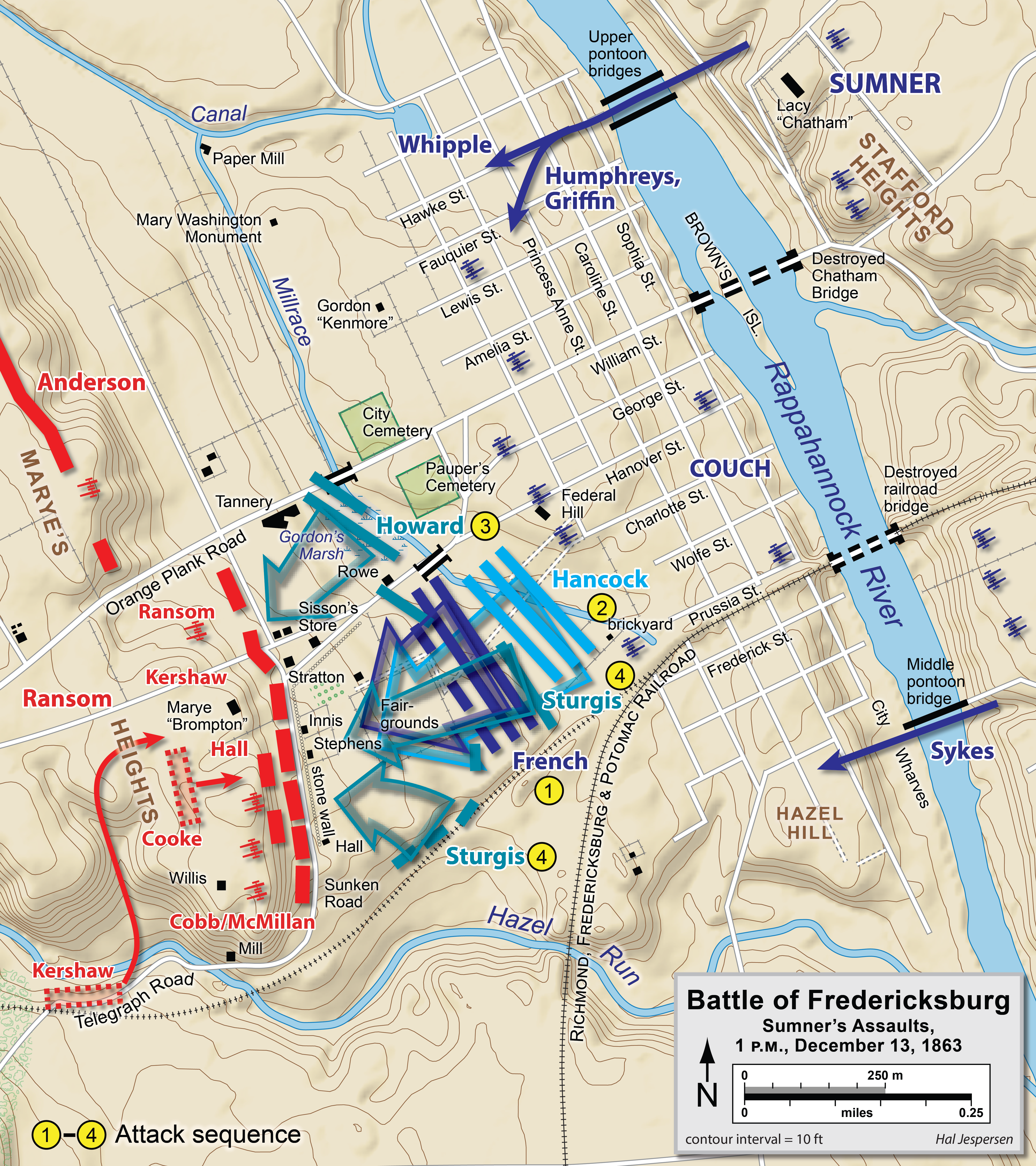
13日早上，Edwin V. Sumner攻向瑪莉高地。

自13日的早上起，愛德文·薩姆納趁著濃霧仍籠罩著整個弗雷德里克堡，率領其右巨型師開始進行作戰準備。薩姆納收到的指令與左巨型師的威廉·富蘭克林早先所得到的相似：伯恩賽德要求薩姆納以一整個師或更多的兵力攻克瑪莉高地，更吩咐薩姆納本人在進攻開始時必須留在河流的東岸，以免其部下進攻時，一向習慣在他們前面領導的薩姆納會忍不住自己衝上前線。南軍方面，隆史崔特麾下之拉法葉·麥克羅斯將Barksdale的密西西比旅移至後防，派出湯瑪斯·科布的旅駐守瑪莉高地前方一條破裂的道路Telegraph Road；而北卡萊羅納第24步兵團則守於在科布旅之左翼的戰壕，全長250碼。前線共有2,000名南軍，高地之山脈則另駐有7,000名南軍。
風吹霧起時，北軍的薩姆納下令總進攻開始，薩姆納的右巨型師轄下Darius Couch的第二軍首先出擊，從弗雷德里克堡向西出發，目標為600碼外的瑪莉高地。北軍將要穿過只有三條橋的水道，再在大片荒地上跑步奔向其目標：瑪莉高地頂上的石牆；但北軍絲毫沒察覺到躲在Telegraph Road後的南軍科布旅。
北軍先鋒為第二軍第三師師長弗倫奇（French）麾下奈森·金巴爾准將的旅。該旅因為花了太多時間重組陣容而於15分鐘內遭南軍砲火擊潰，只能推進至目標的125碼內。接下來的為約翰·安德魯斯的旅，緊緊跟在金巴爾旅後方，但金巴爾旅一撤退，安德魯斯旅就立即遭敵軍的迎面痛擊打退。此後，弗倫奇再派出奧利佛·帕爾默准將的旅。帕爾默旅雖然加快了行軍速度，但仍無戰果。

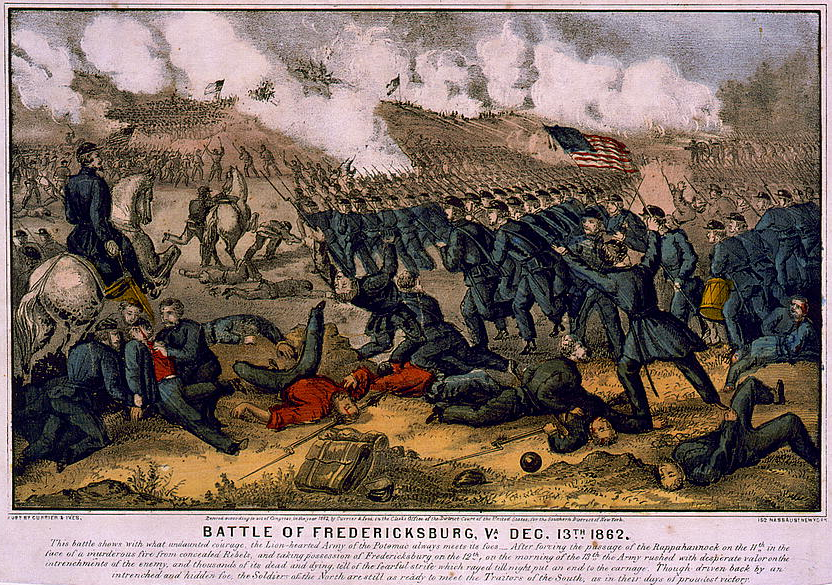
12月13日，北軍對固守瑪莉高地的南軍展開攻擊──共失去6,000至8,000人，卻未能佔領高地。

温菲尔德·斯科特·汉考克率部隨後支援，派出山繆·祖克的旅、湯瑪士·梅格的愛爾蘭旅及约翰·考德威尔的旅。祖克旅緊跟在帕爾默旅後方，一度衝向高地，卻一如前三個旅遭遇敵軍強大火力，最終只能退下火線。此時荒地遍佈屍首以及沒有人理會的重傷官兵，使北軍撤退更為艱難。接著，愛爾蘭旅帶著他們著名的綠色旗幟衝向高地，並成功推進至目標的50碼內，其中一批更已至防線前的25碼內，但愛爾蘭旅付出極為沉重的代價：當晚，1,200人當中只有不到四分之一的官兵返回己方陣營；次日，證實全旅只有45%的生還率。但當考德威爾旅亦來到高地時，納爾遜·米連所率領的兩個步兵團在南軍右側成功推進至石牆的40碼內，米連遂向考德威爾建議將主力移至右側，再以刺刀衝鋒擊破南軍的防衛。雖然考德威爾否決了此建議，但奥利弗·奥蒂斯·霍华德同意將率領其師向右側發動攻勢。不過，同時間，弗倫奇和漢考克各自都希望霍華德能來支援自身所率領的師，以免遭到敵軍摧毀，因此霍華德到頭來並沒有攻擊南軍右側；最後，考德威爾旅亦不敵南軍密集的火力齊發而潰退。

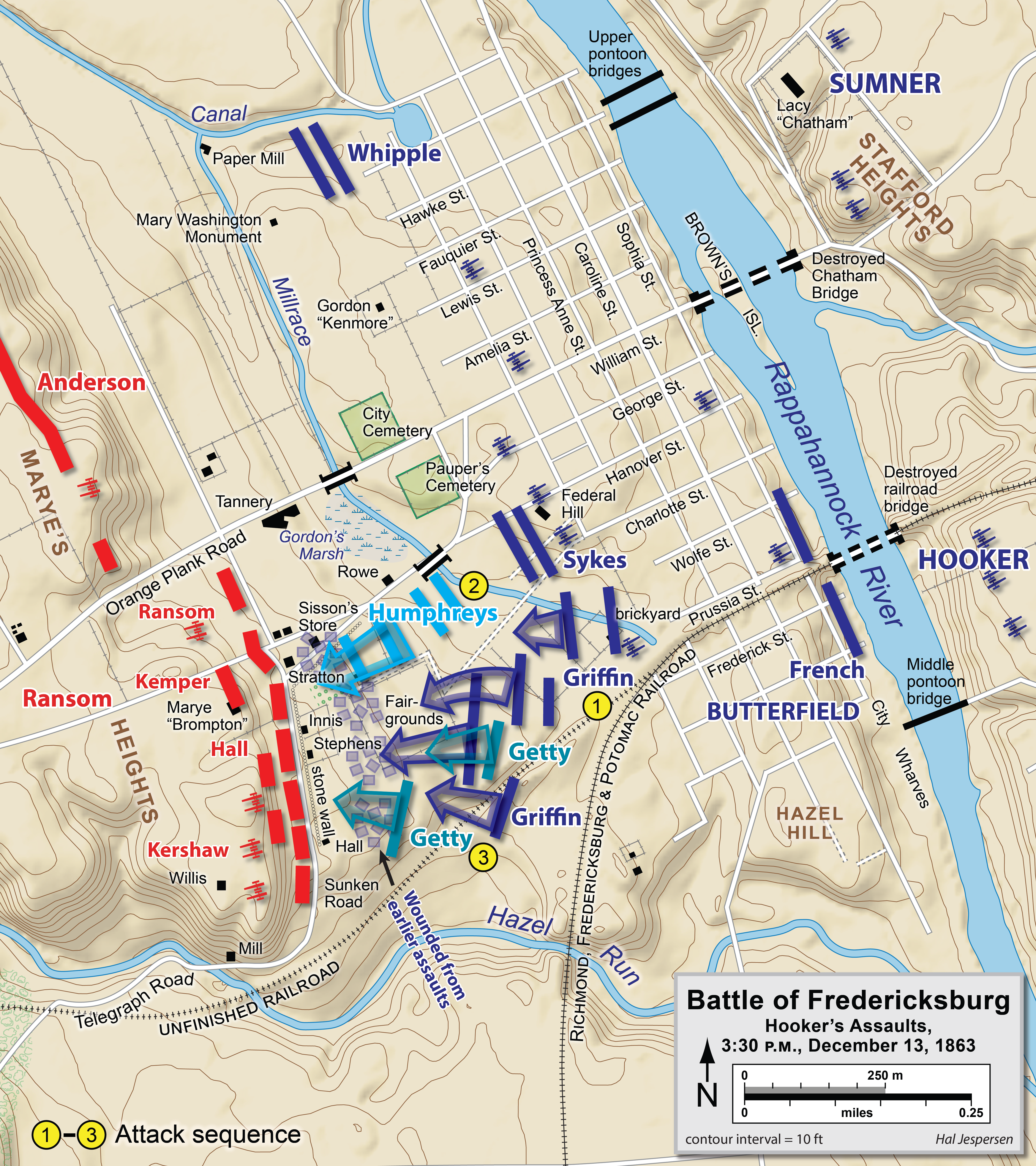
胡克的師進攻高地。

北軍的第四波攻擊是由第九軍第二師師長史特吉斯所發動。他們嘗試攻擊南軍的右翼，卻也失敗，無法對南軍防線造成破壞。北軍短時間內都不敢再輕率行動。直到下午二時半，伯恩賽德決定發動新一輪攻勢，派出約瑟夫·胡克的中央巨型師進攻高地。胡克視察戰場後，認定此進攻方向必無成效，遂吩咐Daniel Butterfield暫代指揮進攻，自己趕回軍營請求伯恩賽德停止此愚蠢的攻擊。
當時史特吉斯所率領的第九軍仍困在荒地上苦戰，Butterfield深感自己有責任幫助他們，於是派出Charles Griffin的旅前往支援。其後，Darius Couch見Griffin的旅亦無法攻上高地，便決定派出砲兵團支援荒地上的步兵，但其麾下的查爾斯·摩根（Charles Morgan）擔心砲兵團一上到前線就會進入敵軍火砲射程之內，Darius Couch大怒，下令羅德斯島第1輕砲兵團上陣；該團部分官兵在部署完成前便遭南軍砲火擊傷，最後北軍雖成功向南軍開火射擊，卻無法對其造成傷害。
早在北軍剛發動的攻勢後不久，南軍的隆史崔特就開始擔心北軍真的會攻上高地頂部的石牆，於是送出口信提醒科布（Thomas R.R. Cobb）在遇到任何危險時務必撤退，以免守軍承受巨大的傷亡；然而，科布的回覆是他自己將不會撤離石牆。同時，李將軍也有同樣的顧慮，遂令麥克羅斯（Lafayette McLaws）派出麾下約瑟夫·柯蕭的北卡萊羅納旅支援科布，之後又再增派Robert Ransom Jr.師的兩個步兵團赴援。這四個步兵團趕到時，科布已中彈負傷，由部下送離戰場，柯蕭代為統率石牆後的守軍。 

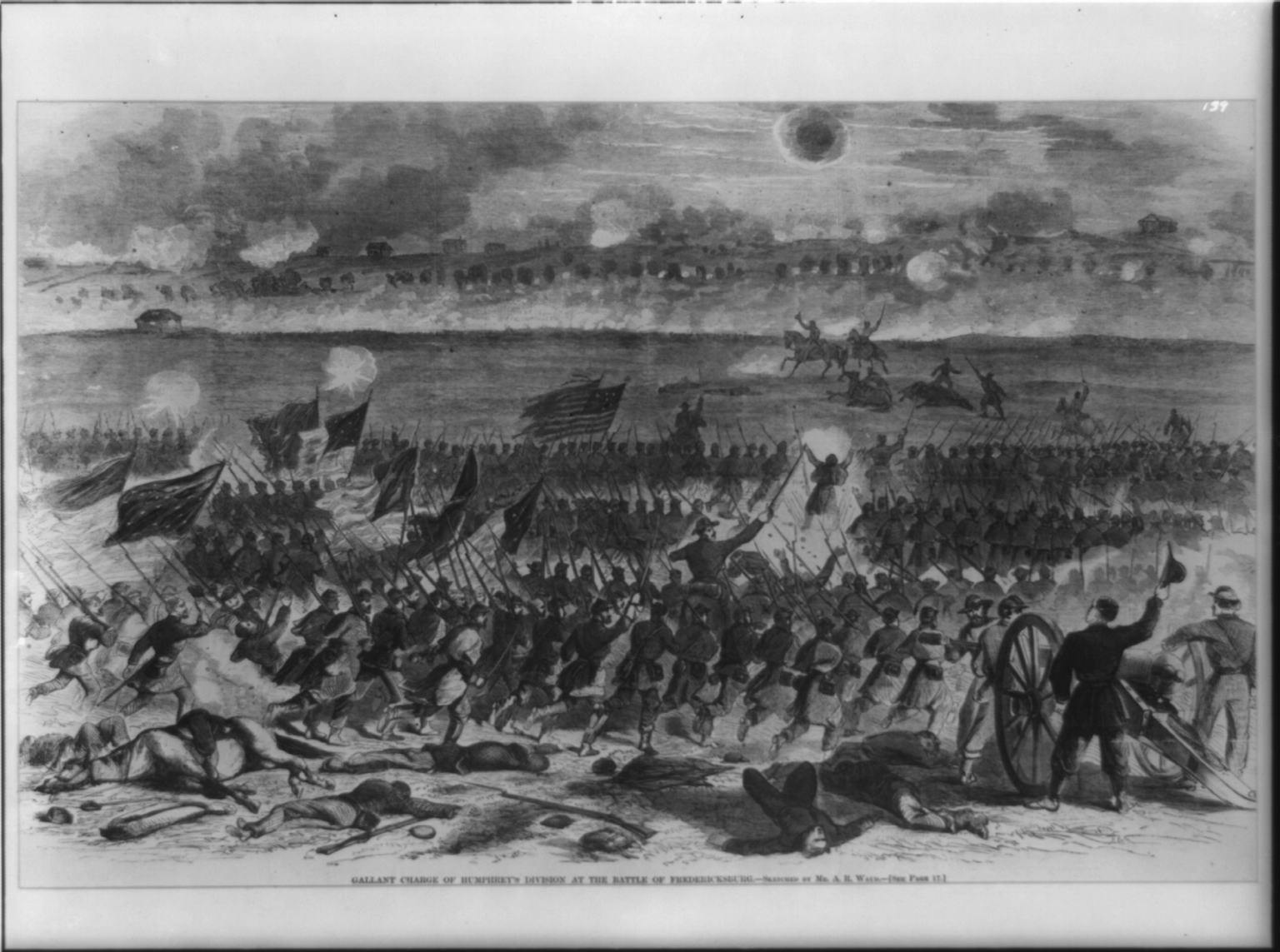
韓福瑞旅企圖以刺刀衝鋒擊破南軍防線。

當石牆後的南軍有所移動時，北軍誤以為南軍在撤退，安德魯·韓福瑞不希望機會白白溜走，遂準備立即率領兩個旅發動攻擊，行動前他先命令麾下士兵裝上刺刀，不要將時間浪費在裝彈或開火上。然而，進攻後不久，韓福瑞就已失去約1,000名官兵，George Sykes見狀，率領其師掩護韓福瑞撤離荒地，自己卻也遭南軍猛烈的砲火攻擊，只能以地上的屍首作掩護，進退不得。未能說服伯恩賽德打消強攻高地的胡克終於返回戰場，派出George Getty發動新一波的攻勢。由於已是黃昏，Rush Hawkins的旅一直未被南軍注意到；待南軍發現他們並開火時，北軍立刻撤退了。胡克停止了所有的攻勢，不願再犧牲部下。

## 戰終

### 軍隊

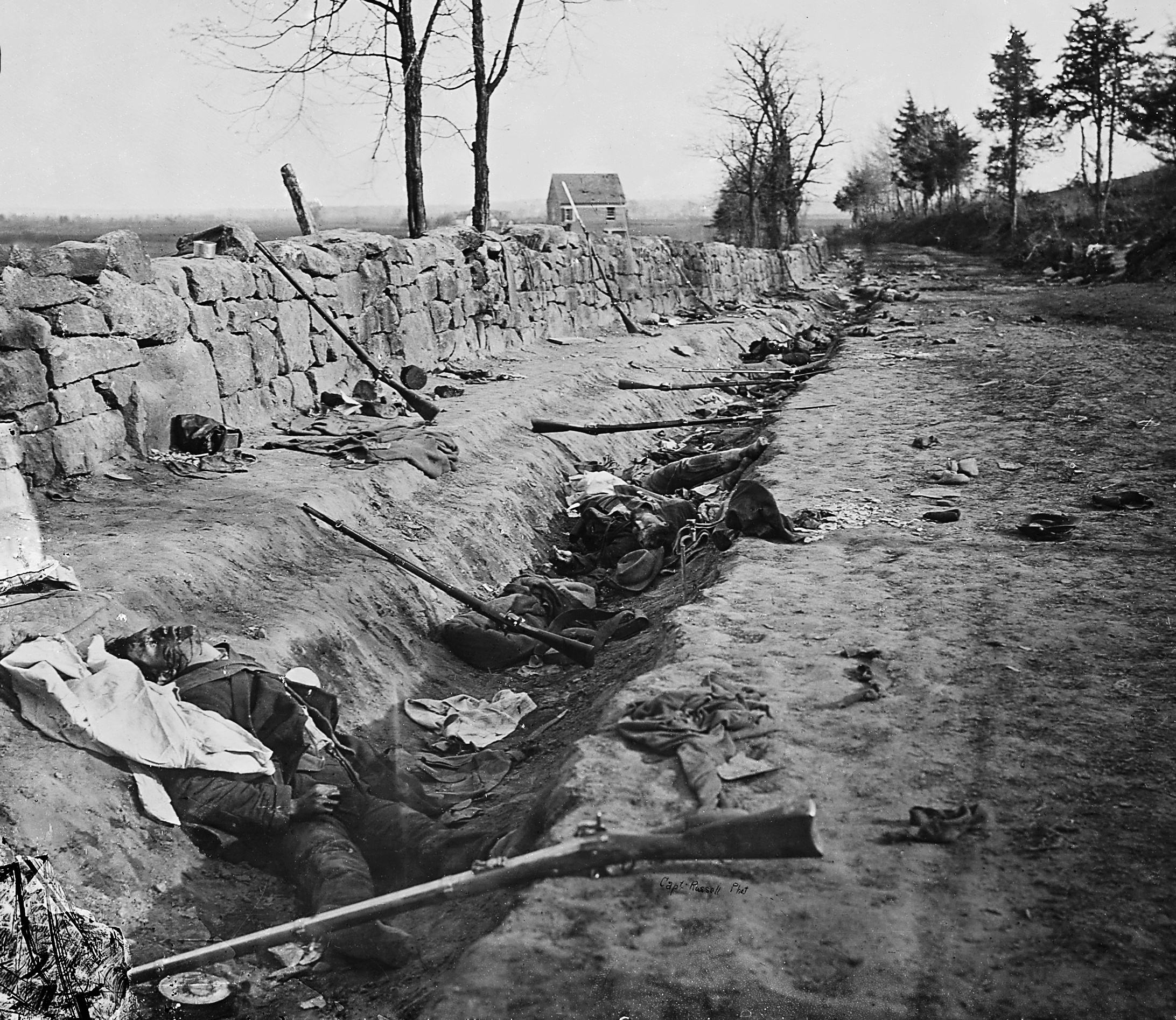
1863年5月，邦聯陣亡將士

此役中，聯邦軍隊共七個師向瑪莉高地發動了十六次進攻，卻一無所得，反而承受極沉重的代價：估計有12,653人傷亡及失蹤，其中傷重者兩人為將軍，喬治·貝亞德（George D. Bayard）及康拉德·傑克森（Conrad F. Jackson），而且無任何一人能夠爬上石牆；瑪莉高地上的南軍則只有1,200人傷亡。李將軍因此說 “幸好戰爭是如此駭人，否則我們會打到樂此不疲。”（It is well that war is so terrible, or we should grow too fond of it.）不過，南軍的Maxcy Gregg及T. R. R. Cobb兩位將軍同告陣亡。
在聯邦軍這十六次進攻中，愛爾蘭旅是眾部隊中最成功的一個──推進得最遠──但因而失去了一半的兵力。隆史崔特後來寫道: “這些孤注一擲和血肉橫飛的衝鋒，都是完全無望成功的。”（The charges had been desperate and bloody, but utterly hopeless.）
伯恩賽德原打算派第九軍作最後一擊，但最後同意與李將軍達成協議，於是聯邦軍隊撤離弗雷德里克堡。

### 平民
雖然李將軍及大軍在城後的荒地打了一場漂亮的勝仗，他卻一直非常擔心那些沒有離開弗雷德里克堡的南方居民。果然，居民都因為房子被北軍破壞而責怪李將軍。

## 其他

### 瑪莉高地的天使
12月13日入夜後，荒地上滿是沒人照顧的北方傷兵，其呻吟聲打動了19歲的南軍理察·羅蘭·柯克蘭。柯克蘭為南卡羅來納州第二志願步兵團之成員，於戰役中駐守瑪莉高地下的那堵石牆。他得到約瑟夫·柯蕭的准許後，帶了食物與飲水冒險爬出石牆找尋有需要的北軍。起初，因為柯蕭拒絕柯克蘭攜帶白旗，與南軍對峙的北軍見到他的人影就立即開火，直至發現其善心，北軍遂停止射擊；歡呼聲從雙方傳出，理察因此獲得「瑪莉高地的天使」（Angel of Marye's Heights）的尊稱。在現在的弗雷德里克堡及史波特斯凡尼亞國家軍事公園就立了一尊紀念柯克蘭的雕像。

### 極光
由北軍將領約書亞·羅倫斯·張伯倫率領的緬因州第二十志願步兵團與其他北軍一樣沒法越過荒地衝破南軍的陣線，但他們花了一整天以戰地上的屍首作掩護，與南軍對峙。當晚，根據不少兵士和張伯倫的日記和回憶錄，天空出現了在維吉尼亞州極為罕見的極光。

### 李之丘
瑪莉高地以南的一座山丘原名為Telegraph Hill。經此一役，人們因為李將軍長駐該地而改稱之為李之丘（Lee's Hill）。李之丘是弗雷德里克堡一帶海拔最高的山丘，所以被選中作為南軍的總部。戰鬥時，第一軍的皮克特師駐守此地。

### 書籍及文章
- Lee at Fredericksburg （页面存档备份，存于） J. Horace Lacy著
- The Battle of Fredericksburg （页面存档备份，存于） James Longstreet著

### 外部連結
- 約書亞·羅倫斯·張伯倫於弗雷德里克堡之回憶
- 朗斯特裡特於弗雷德里克堡之回憶 （页面存档备份，存于）
- 弗雷德里克堡之役之詳細介紹
- 弗雷德里克堡之役之詳細介紹 （页面存档备份，存于）
- 弗雷德里克堡之役之詳細介紹
- 瑪莉高地 （页面存档备份，存于）
- 瑪莉高地的天使 （页面存档备份，存于）
- 理察·蘿蘭·柯克蘭之介紹 （页面存档备份，存于）

1. ↑  Further information: Official Records, Series I, Volume XXI, pages 48–61.
2. ↑  Official Records, Series I, Volume XXI, Part 1, pages 538–545.